# Jeanne Corbin
Pour les articles homonymes, voir Corbin.
Jeanne Henriette Corbin (mars 1906 - 7 mai 1944), mieux connue comme Jeanne Corbin, est une enseignante, organisatrice syndicale et militante communiste. Permanente du Parti communiste du Canada et secrétaire de la Ligue de défense ouvrière, elle travaille pendant plus de 15 ans à la défense des travailleurs canadiens. Très active dans le mouvement syndicale, elle organise plusieurs grèves et manifestations au Québec. En outre, elle se fait particulièrement connaitre pour son rôle de syndicaliste lors de la grève des bûcherons à Rouyn, en Abitibi-Témiscamingue, en 1933.

## Biographie
Jeanne Corbin nait dans le village de Cellettes, département de Loir-et-Cher, en France, en 1906, dans une famille de petits vignerons et de journaliers. C'est à l'âge de cinq ans qu'elle immigre au Canada avec ses parents, Jean-Baptiste Corbin et Henriette Marguerite Louise Valpré, et la famille Corbin s'installe à Lindbrook, sur une terre de 160 acres qui leur a été concédée à proximité du village de Tofield, au nord-est d’Edmonton, en Alberta. Afin de poursuivre ses études au secondaire, elle doit quitter son village pour aller s'établir dans la ville d’Edmonton. Pendant ses études à l’École Victoria, Jeanne Corbin œuvre au sein de l’organisation des Jeunes pionniers regroupant les enfants des parents syndicalistes et des membres du Parti communiste. C'est vers la même époque qu'elle fait connaissance avec Becky Buhay, membre du Comité central du parti. Elle fréquente d'abord la Ligue de la jeunesse communiste, puis adhère au Parti communiste vers l’âge de 18 ans. Le 29 novembre 1925, alors que Jeanne Corbin rencontre des jeunes pionniers, le directeur de la Gendarmerie royale du Canada (GRC), Joseph Ritchie, la remarque et ouvre un dossier à son nom qui la suivra toute sa vie. Il la qualifie alors de « dangereuse agitatrice communiste ».
En septembre 1926, alors âgée de 21 ans, Jeanne s’inscrit à l’École normale de Camrose au sud d’Edmonton, et obtient son diplôme en enseignement à la fin de l'année scolaire. Au cours de l’été 1927, elle travaille comme assistante auprès de la directrice au camp de formation communiste de Sylvan Lake, en Alberta. Il s’agit d’une école d’été offrant divers cours aux travailleurs et travailleuses en vacances. À la fin de la saison estivale, en dépit des directives de la GRC de ne pas engager cette militante communiste dans les écoles de la province, elle est embauchée comme institutrice à l’École Smoky Lake, au nord de Tofield. Elle sera cependant congédiée en septembre 1928 après avoir fait ouvertement de l’éducation socialiste dans sa classe. Elle retourne à Edmonton et travaille à la librairie Labour News Stand qui vend des livres marxistes. Au cours de l’été 1929, elle travaille à l’organisation des femmes sans emploi d’Edmonton et milite pour la paix, face à une éventuelle guerre contre l’URSS. 

### Organisation syndicale
À l’automne 1929, elle quitte Edmonton pour Toronto où le Comité central du Parti communiste l’attend. À son arrivée, on la nomme secrétaire de la Ligue de défense ouvrière pour soutenir les travailleurs arrêtés lors des grèves ou des manifestations et ce, « peu importe leur affiliation politique ou syndicale, leur religion, leur origine ethnique ou leur nationalité ». Le 19 octobre, lors d’une manifestation pour le droit de parole à Queen’s Park, Jeanne Corbin est arrêtée et condamnée à purger une peine de trente jours de prison.
En 1930, Jeanne Corbin devient agente commerciale pour le journal The Worker, en remplacement de Becky Buhay. En pleine crise économique, lors d'une tournée à travers le Canada visant à promouvoir ce journal, malgré la difficulté rencontrée à collecter des dons et à faire de nouveaux abonnements, elle contribue tout de même à l’établissement d’une section francophone du Parti communiste à Saint-Boniface, au Manitoba. Au cours de la même année, elle est nommée organisatrice du parti pour le district no 2 de Montréal, afin de recruter de nouveaux membres parmi les Canadiens français. Corbin passera deux ans dans la métropole en tant qu'organisatrice syndicale pour la Ligue d'unité ouvrière et s’intéressera particulièrement aux travailleuses du vêtement. Elle aura également la tâche de traduire et de distribuer des tracts, des dépliants et des brochures pour le parti, en provenant du secrétariat à Toronto. Tout en poursuivant son travail de gestion du journal The Worker, elle devient rédactrice en chef de l'Ouvrier canadien, fondé en 1930. Elle tentera en vain de remettre sur pied ce périodique. 
En décembre 1932, à la demande du Comité central, elle revient à Toronto, pour aussitôt repartir et se rendre à Timmins, une ville minière au nord-est de l’Ontario, à titre de secrétaire de la Ligue de défense ouvrière. Elle travaillera à l’organisation et à la défense des travailleurs de cette région minière et forestière du Nord de l’Ontario et de l’Abitibi pendant une dizaine d'années. En décembre 1933, elle soutiendra les grévistes des camps de bûcherons contre la Canadian International Paper (CIP) près de Rouyn, en Abitibi. Après les avoir encouragés à ne pas traverser les lignes de piquetage, elle sera arrêtée et accusée pour avoir provoqué l’émeute et pour incitation d'autres personnes à prendre part à un attroupement illégal. Reconnue coupable, elle passera trois mois à la prison de Ville-Marie, en Abitibi. En juin 1934, accusée de vagabondage et d'incitation à l'émeute, Jeanne Corbin se fera arrêter à nouveau, lors de la grève des « Fro » (nommée ainsi en raison du grand nombre d'étrangers employés dans les mines), pour défendre les mineurs du cuivre de Noranda dans leurs revendications pour les salaires, la journée de huit heures et la reconnaissance du comité ouvrier de la mine. Elle retournera à Timmins, et à partir de 1937, elle travaillera comme secrétaire du gérant de la Coopérative ouvrière de Timmins, et s’occupera des approvisionnements, de l’inventaire et des achats.

### Maladie et fin de vie
En septembre 1939, sa santé est ébranlée et elle consulte un médecin qui ne trouve rien d’alarmant. En novembre 1942, son état de santé se détériore et on découvre alors qu'elle souffre de tuberculose et que ses deux poumons sont atteints. Elle est alors hospitalisée au sanatorium Queen Alexandra à London, en Ontario, où elle meurt le 7 mai 1944 en présence de l'infirmière qui la soigne, après 18 mois de combat contre la maladie. Elle est enterrée au cimetière Park Lawn à Toronto, où une cinquantaine de personnes assistent à ses funérailles, parmi lesquelles se trouvent Tim Buck et Annie Buller. Aujourd'hui, seul un numéro gravé sur une petite pierre indique l’emplacement de sa tombe,.